# Lithocarpus wrayi
Lithocarpus wrayi är en bokväxtart som först beskrevs av George King, och fick sitt nu gällande namn av Aimée Antoinette Camus. Lithocarpus wrayi ingår i släktet Lithocarpus och familjen bokväxter. Inga underarter finns listade.